# Гута-Подлисиця
Гута-Подлисиця (пол. Huta Podłysica) — село в Польщі, у гміні Беліни Келецького повіту Свентокшиського воєводства.
Населення — 653 особи (2011).
У 1975-1998 роках село належало до Келецького воєводства.

## Демографія
Демографічна структура на день 31 березня 2011 року:
|          | Загалом | Допрацездатний вік | Працездатний вік | Постпрацездатний вік |
| -------- | ------- | ------------------ | ---------------- | -------------------- |
| Чоловіки | 337     | 95                 | 213              | 29                   |
| Жінки    | 316     | 81                 | 173              | 62                   |
| Разом    | 653     | 176                | 386              | 91                   |